# Затрудин, Василий Александрович
Василий Александрович Затрудин (5 января 1910, Старая Полтавка, Самарская губерния — 2001, Волгоград) — советский хозяйственный, государственный и политический деятель; первый секретарь Палласовского райкома КПСС (1951—1962), Герой Социалистического Труда (1958).

## Биография
Родился в 1910 году в селе Старая Полтавка (ныне — районный центр в Волгоградской области).
В 1930 году окончил Саратовский сельскохозяйственный техникум им. К. А. Тимирязева. Работал агрономом машинно-тракторных станций Палласовского (1930—1931), Зельманского (1931—1932), Иловатского (1932—1933) кантонов АССР немцев Поволжья. В последующем — агроном-плановик Мокроусской МТС (1933—1935), главный агроном земельного отдела (Фёдоровский кантон, 1935—1938), старший агроном Энгельсской МТС (1938—1940). Член ВКП(б) / КПСС с 1940 года.
С февраля 1940 по февраль 1941 года служил в Красной Армии — политрук роты и начальник клуба Курсов усовершенствования командирского состава запаса Приволжского военного округа; учился на тех же курсах.
С февраля 1941 по май 1951 года — директор Савинской МТС. С августа 1951 по март 1962 года — первый секретарь Палласовского райкома ВКП(б) / КПСС. Указом Президиума Верховного Совета СССР от 20 ноября 1958 года удостоен звания Героя Социалистического Труда с вручением золотой медали «Серп и Молот» и ордена Ленина.
В последующем занимал должность начальника Палласовского территориального колхозно-совхозного управления по руководству сельскохозяйственным производством; с декабря 1963 — начальник оргколхозного отдела Волгоградского областного управления производства и заготовок сельхозпродуктов. С декабря 1964 по июнь 1967 года заведовал отделом переселения и организованного набора рабочих Волгоградского облисполкома.
Делегат XXI съезда КПСС.
Умер в Волгограде в 2001 году.

## Награды
- Медаль «Серп и Молот» Героя Социалистического Труда и орден Ленина (20 ноября 1958) — за выдающиеся успехи, достигнутые в деле увеличения производства зерна и других продуктов сельского хозяйства.
- Медали, в том числе:
  - «За доблестный труд в Великой Отечественной войне»;
  - «За освоение целинных земель»
  - Большая золотая медаль ВСХВ[1]